# امین قلی‌اف
امین قلی‌اف (ترکی آذربایجانی: Emin Quliyev) قهرمان ملی جمهوری آذربایجان است، که در جریان کودتای نافرجام مارس سال ۱۹۹۵ در این کشور کشته شد.

## زندگی‌نامه
امین قلی‌اف ۱۲ اوت سال ۱۹۷۶ در حومه قاراداغ باکو در آذربایجان شوروی به دنیا آمد. بین سال‌های ۱۹۸۳ تا ۱۹۹۳ آموزش متوسطه خود را پشت سر گذاشت. در ۲۵ اوت ۱۹۹۴، برای گذراندن دوره ضروری خدمت سربازی به صفوف ارتش پیوست. او در چند رشته ورزشی مشغول به تمرین بود. امین قلی‌اف در خنثی‌سازی کودتای نافرجامی که به دست عده‌ای مسلح در ۱۳ تا ۱۷ مارس سال ۱۹۹۵ در جمهوری آذربایجان اتفاق افتاد، کشته شد. وی مجرد بود.
جنازه او در شهرک «ساحل» واقع در قرابت حومه قاراداغ تدفین شد.

## نشان
طبق فرمان شماره ۳۰۷ ریاست جمهوری آذربایجان مورخ ۴ آوریل ۱۹۹۵، بعد از مرگش به امین قلی‌اف فرزند علی‌اکبر نشان قهرمان ملی این کشور اعطاء گردید.

## بزرگداشت
مدرسه شماره ۱۴ در شهرک «ساحل»، و همچنین یک خیابان و یک پارک نام امین قلی‌اف را به یدک می‌کشند.